# Campionati europei di ciclismo su strada 2015 - Gara in linea maschile Junior
La gara in linea maschile Junior dei Campionati europei di ciclismo su strada 2015 è stata corsa il 9 agosto 2015 in Estonia, con partenza e arrivo a Tartu, su un percorso di 12,4 km da ripetere 10 volte, per un totale  di 124 km. La medaglia d'oro è stata vinta dal polacco Alan Banaszek con il tempo di 2h50'19" alla media di 43,68 km/h, l'argento al belga Stan Dewulf e a completare il podio l'olandese Dennis van der Horst.
Partenza con 154 ciclisti, dei quali 117 completarono la gara.

## Ordine d'arrivo (Top 10)
| Pos. | Corridore            | Squadra     | Tempo    |
| ---- | -------------------- | ----------- | -------- |
| 1    | Alan Banaszek        | Polonia     | 2h50'19" |
| 2    | Stan Dewulf          | Belgio      | s.t.     |
| 3    | Dennis van der Horst | Paesi Bassi | s.t.     |
| 4    | Aaron Verwilst       | Belgio      | s.t.     |
| 5    | Marc Hirschi         | Svizzera    | s.t.     |
| 6    | Kevin Geniets        | Lussemburgo | s.t.     |
| 7    | Aynur Galeev         | Russia      | s.t.     |
| 8    | Jasper Philipsen     | Belgio      | a 4"     |
| 9    | Kristo Enn Vaga      | Estonia     | s.t.     |
| 10   | Gorazd Per           | Slovenia    | s.t.     |